# Jaren Lewison
Jaren Lewison (Dallas, 9 de diciembre de 2000) es un actor estadounidense, conocido por interpretar a Ben Gross en la serie de televisión Yo nunca.

## Primeros años
Jaren Lewison creció en Dallas, Texas dentro de una familia judía. Tiene una hermana llamada Mikayla. Durante 14 años asistió a Levine Academy, una escuela judía conservadora donde su madre enseña jardín de infantes, pero se graduó en 2019 de Pearce High School en Richardson, Texas. En la escuela secundaria, fue capitán del equipo de futbol americano universitario y fue un levantador de pesas. También hizo teatro. En su último año, interpretó a William Shakespeare en la adaptación de su escuela de la película de 1998, Shakespeare in Love , y la producción fue elegida para presentarse en el Festival Internacional de Teatro de 2019.
En 2019, comenzó a asistir a la Universidad del Sur de California, donde se especializa en psicología con especialización en forense y criminología. Él filmó Yo nunca mientras estudiaba a tiempo completo en la USC.

## Carrera
Lewison comenzó a actuar a los 5 años. Después de dar su nombre a un agente de cine y televisión de Dallas, obtuvo su primer papel como Joshua en Barney & Friends, a quien interpretó en varios episodios y videos de 2008 a 2011. Ha actuado en varias series de televisión, películas de televisión y películas desde entonces. Algunos de estos papeles incluyeron interpretar al hijo de Adam Sandler en la película de 2014, Men, Women & Children. También interpretó a la versión más joven del personaje principal Hoagie (Ed Helms) en la película de comedia Tag del 2018.
Su papel más importante hasta la fecha fue en el elenco principal como Ben Gross en el programa de Netflix de 2020 de Mindy Kaling, Yo nunca.

## Filmografía

### Televisión
| Año       | Título              | Papel         | Notas                  |
| --------- | ------------------- | ------------- | ---------------------- |
| 2008-2009 | Barney y sus amigos | Joshua        | 4 episodios            |
| 2010      | Lone Star           | Joven Robert  | 1 episodio, "Piloto"   |
| 2012      | Bad Fairy           | Roman DiRizzo | película de televisión |
| 2015      | Away and Back       | Kyle Peterson | película de televisión |
| 2020-2023 | Yo nunca            | Ben Gross     | Reparto principal      |

### Cine
| Año  | Título                   | Papel             |
| ---- | ------------------------ | ----------------- |
| 2014 | Men, Women & Children    | Jack Truby        |
| 2015 | Beyond the Farthest Star | Joven Adam        |
| 2015 | A Horse Tale             | Jackson           |
| 2018 | Tag                      | Hoagie de 18 años |
| 2019 | 90 Feet from Home        | Joven tommy       |